# Álvaro do Carvalhal
Álvaro do Carvalhal Sousa Teles (Padrela, 3 de Fevereiro de 1844 – Coimbra, 14 de Março de 1868) foi um escritor português famoso hoje, principalmente, por contos com temáticas fantásticas e de horror.

## Biografia
A vida de Álvaro do Carvalhal foi breve. Nascido em Padrela, uma pequena localidade da região de Trás-os-Montes e Alto Douro, frequentou o liceu humanístico em Braga, onde principiou a publicar poesia e prosa nos jornais locais e a compor o seu primeiro "romance" (termo com o qual definia os seus contos). Em 1862 publicou o drama «O castigo da vingança!». No mesmo ano matriculou-se na faculdade de direito da Universidade de Coimbra, cidade onde conseguiu relacionar-se com a redação da revista A Folha e com alguns jovens intelectuais, sobretudo José Simões Dias (1844 -1899) e João Penha, que de seguida fariam parte da chamada "Geração de 70" (ou "Geração de Coimbra").
A eclosão de um conflito que nos anais da literatura portuguesa ficou conhecido como Questão Coimbrã ou Polêmica do Bom Senso e do Bom Gosto não tardaria a ocorrer e Álvaro do Carvalhal insere-se nessa polêmica.
A polêmica que envolveu os alunos da Universidade de Coimbra tornou-se célebre nas páginas da história literária portuguesa e representava um sinal claro do início de uma renovação ideal e cultural de Portugal em relação à Europa.
Envolvidos na ânsia de uma renovação literária, os jovens estudantes coimbrãos desejavam também a renovação de diversos aspectos da vida nacional portuguesa.
De um lado estavam os jovens estudantes de Coimbra que se juntavam em torno das ideias de renovação defendidas por Antero de Quental e de Teófilo Braga, de outro estavam Júlio de Castilho e seu protegido Pinheiro Chagas e outros intelectuais da época. 
Com a idade de 24 anos, quando frequentava o quarto ano na Universidade , foi-lhe diagnosticada a presença de um aneurisma. Angustiado e consciente do pouco tempo que lhe restava para viver, tratou de organizar a recolha dos seus contos, que porém não conseguiu rever completamente; os seus Contos serão publicados postumamente por acção de José Simões Dias. 
Em seu livro póstumo Contos, encontram-se reunidos as suas seis narrativas curtas que são conhecidas: Os Canibais, A Febre do Jogo, J. Moreno, Honra Antiga, A Vestal! e O Punhal de Rosaura. 
O conto longo/novela Os Canibais é considerado a obra-prima de Carvalhal e um dos melhores exemplos do género negro ou gótico. A história tem experimentado nos últimos anos um notável sucesso graças sobretudo ao filme homónimo de Manoel de Oliveira, realizado em 1988 em estilo operático sobre libreto e música de João Paes.

## Obras
- O castigo da vingança! (1862)
- Contos (1868)
  - Contos, fixação de texto e posfácio de Gianluca Miraglia, Lisboa: Assírio e Alvim, 2004, ISBN 972-37-0819-1.
  - 6 contos frenéticos, escritos por Álvaro do Carvalhal; introdução, notas, revisão ortográfica e pontuação de Manuel João Gomes, Lisboa: Editora Arcádia, 1978
- Os canibais, Coimbra: Alma Azul, 2004, ISBN 972-8580-67-3